# Казімежув (гміна Вежбно)
Казімежув (пол. Kazimierzów) — село в Польщі, у гміні Вежбно Венґровського повіту Мазовецького воєводства.
Населення — 40 осіб (2011).
У 1975—1998 роках село належало до Седлецького воєводства.

## Демографія
Демографічна структура станом на 31 березня 2011 року:
|          | Загалом | Допрацездатний вік | Працездатний вік | Постпрацездатний вік |
| -------- | ------- | ------------------ | ---------------- | -------------------- |
| Чоловіки | 21      | 4                  | 12               | 5                    |
| Жінки    | 19      | 5                  | 7                | 7                    |
| Разом    | 40      | 9                  | 19               | 12                   |